# Louise Moreau de Lassy

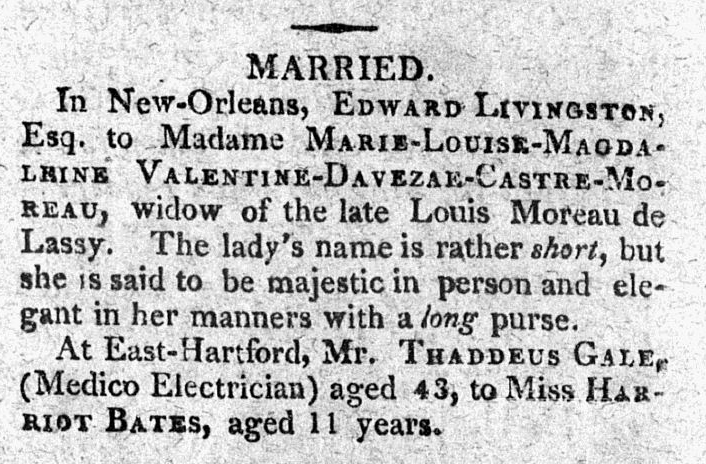
Avis de mariage de 1805 évoquant la brièveté du patronyme de la mariée et la longueur de son sac.

Louise Moreau de Lassy, née d'Avezac de Castera en 1782,, et morte en 1860, d'origine française, épousa Edward Livingston, qui fut secrétaire d'État américain sous la présidence de Jackson. L'implication de son époux la mit en rapport avec les personnalités les plus importantes de l'époque. Elle fut « remarquable, à Washington comme ailleurs, pour sa beauté personnelle et son intelligence ».

## 1782 à 1805
Louise était la fille de Jean-Pierre d'Avezac, un riche planteur de canne à sucre de Saint-Domingue, qui, avec 800 esclaves, était un « grand blanc », mais n'en était pas moins « négrophile ». À l'âge de treize ans, elle fut mariée à Louis Moreau de Lassy, un ancien capitaine de l'armée française qui avait acheté de la terre à la Jamaïque, où il l'emmena résider. En 3 ans, elle eut de lui 3 enfants, tous morts à un très jeune âge, puis son mari mourut et elle retourna vivre chez son père. Une partie de la famille mourut durant l'insurrection de 1803. Louise, sa jeune sœur Aglae, une tante et deux cousins, échappant de peu au massacre, émigrèrent, par différents bateaux, à la Nouvelle-Orléans,. Ils seront rejoints par le frère de Louise, le futur major Auguste Davezac de Castera.
La Nouvelle-Orléans connaissait alors une période de transition. Elle était encore sous contrôle espagnol, quand bien même l'Espagne avait, de par le traité de San  Ildefonso de 1800, rétrocédé la Louisiane à la France. La mise en pratique de cette rétrocession fut immédiatement suivie de l'annonce de la vente de la Louisiane par Bonaparte aux États-Unis. La déclaration officielle de la fin de l'allégeance espagnole, le 30 novembre 1803, fut suivie, le 20 décembre par l'entrée en fonction de William C. C. Claiborne, le premier gouverneur américain. Les d'Avezac, en tant que créoles des Antilles, furent accueillis chaleureusement, leur courage dans l'adversité suscitant  l'admiration et la sympathie. Madame Moreau et sa sœur vécurent d'abord dans une humble demeure, réussissant à subsister sans travailler grâce à la vente de quelques bijoux.

## 1805 à 1822
En juillet 1805, Louise Moreau épousa l'avocat américain Edward Livingston, un brillant politicien de New York venu s'installer en Louisiane, qui récupéra des terres inondables réputées publiques, au bord du Mississippi à Batture, pour en faire des plantations de riz. Edward Livinston était lui-même veuf et père de deux enfants. Au début de leur mariage, ils parlaient français, Louise ne parlant pas encore anglais. Leur salon devint un point de passage obligé pour tous les étrangers qui visitaient la Nouvelle-Orléans et il était rare qu'un visiteur français n'apportât pas une lettre du général Lafayette à son mai Livingston. À cette époque, Madame Livingston était « singulièrement frappante, élancée, délicate et merveilleusement gracieuse, une hôtesse à l'instar de celles dont s'enorgueillissait la France ». Elle se comparait elle-même, pour rire, dans son rapport à son époux, à la cuisinière de Molière, sur laquelle ce dernier expérimentait ses idées et avançait rapidement dans sa maîtrise de l'anglais. En 1806 naquit Cora, la seule enfant du couple.
En 1814, après l'entrée en guerre des États-Unis contre l'Angleterre, Livingston dirigea le comité chargé d'accueillir le général Jackson à la Nouvelle-Orléans. Son amitié étroite avec ce dernier date de cette époque. Il devint son aide de camp, son secrétaire militaire et son conseiller.

## 1822 à 1833
En 1822, Livingston fut élu au Congrès, représentant de la Louisiane. Le couple partit vivre à Washington. Dans une lettre de 1824, Louise Livingston décrit la ville comme très sinistre, « ni un village, ni une grande ville, mais combinant les inconvénients des deux ». Peu après l'accession de Jackson à la présidence des États-Unis, Livingston fut nommé secrétaire d'état. Le salon de son épouse devint un centre de la vie mondaine de la communauté étrangère dans la capitale. Louise Livingston montra un « talent spécial » dans l'accomplissement de ses devoirs d'hôtesse. « Même l'animosité politique était contenue par ses manières charmantes et conciliantes », en accord avec sa beauté encore remarquable. Sans avoir perdu son accent français, elle préférait désormais l'anglais pour s'exprimer sur les sujets sérieux.

## 1833 à 1834
En 1833, Livingston accepta une mission diplomatique en France. Ce fut l'occasion pour Louise, pourtant née française, de s'y rendre pour la première fois. Durant ce séjour, le couple fréquenta Thiers, Guizot, Chateaubriand et Madame Récamier. Louise Livingston se montra particulièrement attentive à la défense des intérêts des États-Unis, son pays d'adoption.

## 1835 à 1860
Après leur retour à Washington, Edward Livingston mourut en 1836. Sa veuve dut faire face à des difficultés financières. Elle fit quelques brefs voyages à la Nouvelle-Orléans, pour régler les affaires de son mari, et revint à Washington, où elle mena une vue retirée jusqu'à son décès en 1860.